# Прогресивізм
Прогресиві́зм або прогреси́зм (лат. progressio) — соціальний та політичний рух, який прагне представляти інтереси звичайних людей шляхом політичних змін і підтримки заходів уряду.
На практиці – це політична ідеологія, що визнає важливим і необхідним проведення державою цілеспрямованих всеосяжних реформ суспільства, відповідно до певного плану, всупереч природному,  еволюційному розвитку.
Часто протиставляється консерватизму, традиціоналізму та обскурантизму. Прогресивізм набув великого значення в епоху Просвітництва в Європі завдяки популярності ідеї прогресу, що полягала в тому, що якому науки, технології, економічного розвитку та соціальної організації має життєво важливе значення для поліпшення стану людини. Ідея полягала у тому, що суспільство має переходити від нецивілізованих умов до цивілізації шляхом зміцнення основи емпіричного знання як основи суспільства. Прихильники прогресивізму, як правило, займають ліве крило політичних ідеологій, хоча це часто залежить від історичного та національного контексту.

## Історія

### Розвиток прогресивізму в ЄвропіНового часу

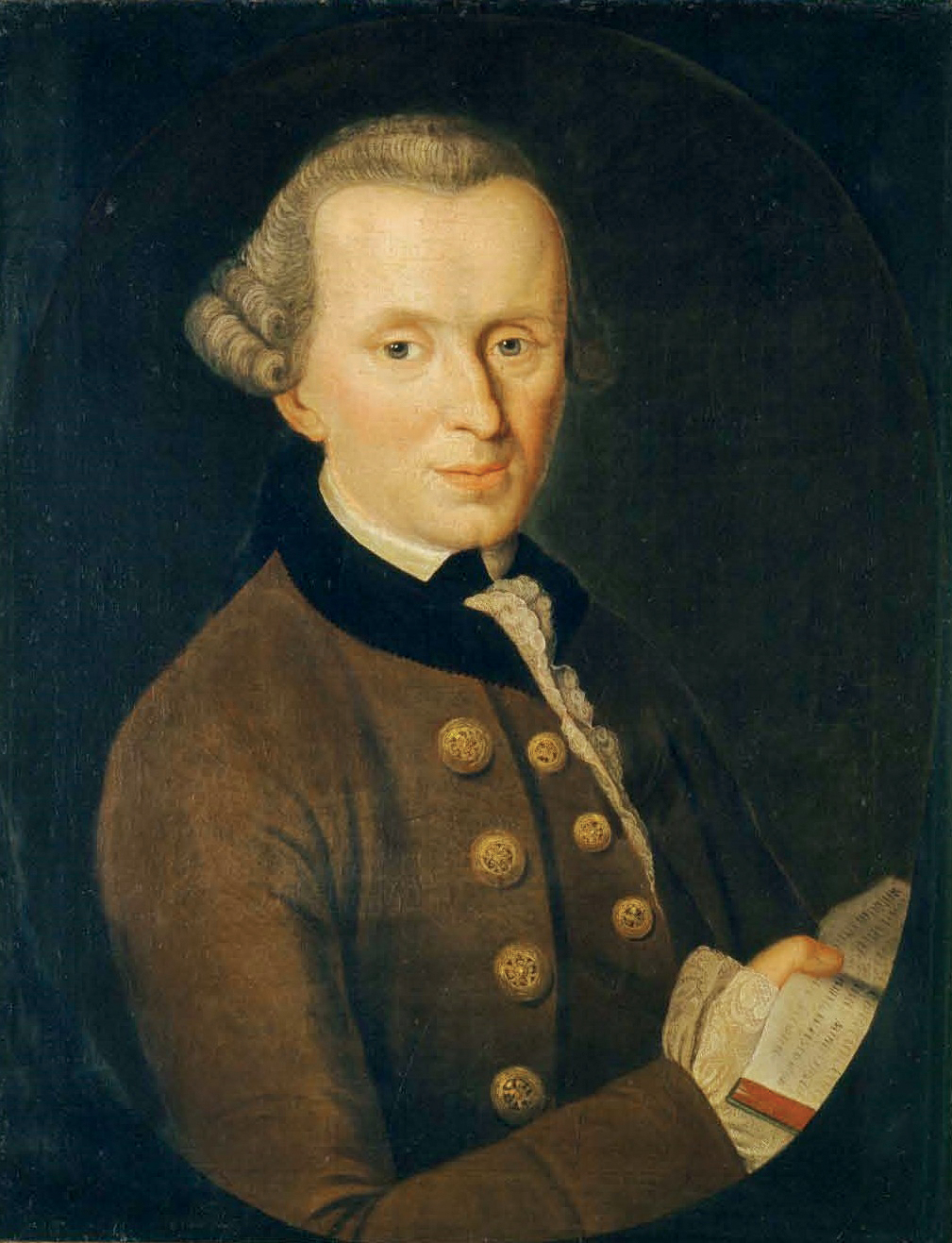
Іммануїл Кант

Ідея прогресу займала почесне місце серед основних ідей та цінностей Просвітництва в Європі. Іммануїл Кант визначив прогрес як рух від варварства до цивілізації. Політичний філософ 18 століття Маркіз де Кондорсе передбачав, що політичний прогрес передбачатиме зникнення рабства, зростання грамотності, зменшення нерівності між статями, реформ в'язниць, які на той час були жорсткими, і зменшення бідності.
Наприкінці 19 століття в західному світі набула розповсюдження політична ідея, що стверджувала, що прогрес сповільнюється різкою економічною нерівністю між багатими та бідними, що мінімально регулювалась через капіталістичний принцип невтручання та неконтрольовані монопольні корпорації, а також інтенсивні та часто насильницькі конфлікти між підприємцями та робітниками. Прогресивізм вплинув на різні політичні рухи. Соціальний лібералізм перебував під впливом концепції британського економіста та соціал-ліберального філософа Джона Стюарта Мілла про людей як «прогресивних істот». Прем'єр-міністр Великої Британії Бенджамін Дізраелі розвинув прогресивний консерватизм в його ідеї торизму однієї нації.

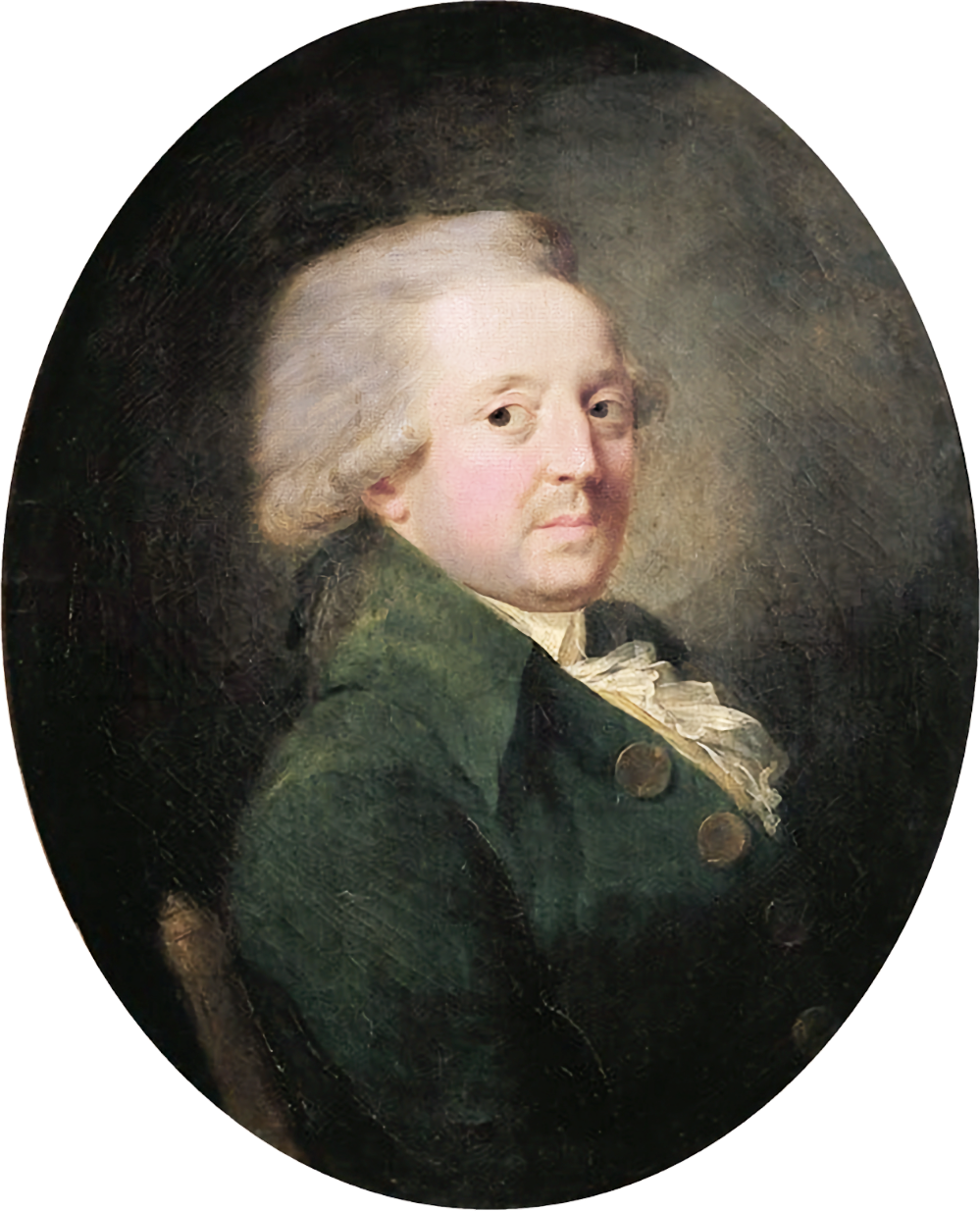
Маркіз де Кондорсе

У Франції простір між соціально-революційними і соціально-консервативними правоцентристськими принципами було заповнений появою радикалізму (в значенні прогресивного лібералізму), який стверджував, що соціальний прогрес вимагає антиклерикалізму, гуманізму і республіканізму. Антиклерикалізм особливо виявляв домінуючий вплив на лівоцентристів у багатьох франкомовних і романоязичних країнах до середини 20 століття.
В імперській Німеччині канцлер Отто фон Бісмарк запровадив різні прогресивні заходи соціального забезпечення, виходячи з патерналістських консервативних мотивів, щоб дистанціювати робочих від соціалістичного руху того часу, а також щоб підтримати промислову революцію.

### Прогресивізм в США в кінці XIX і на початку XX століття
Наприкінці XIX і початку XX століття в США прогресивізм набув рис громадського і політічного руху пов'язаного з політичною активністю середнього класу і низів. Цей процес також відомий в історії США як Ера прогресивізму.

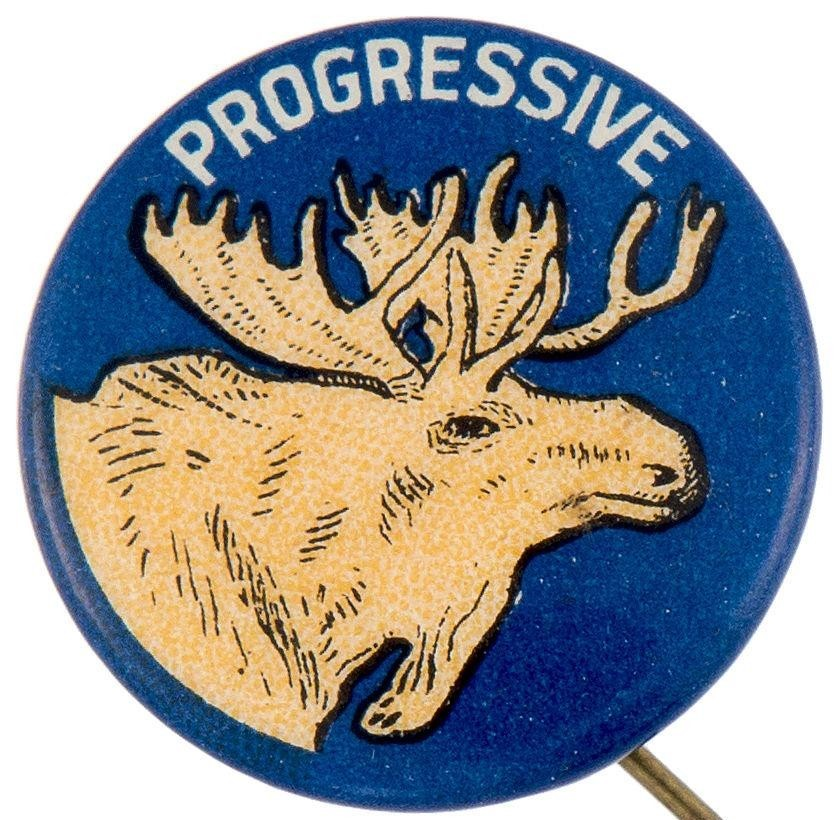
Американський лось — символ Прогресивної партії США (1912)

Основними цілями прогресистів були боротьба з корупцією політичної верхівки США, Частина прогресистів виступала також за закриття барів і прийняття сухого закону. До прогресистів приєднувалоись прихильники надання виборчих прав жінкам, а також поліпшення охорони здоров'я і модернізації в ряді інших сфер суспільного життя.
У 1911-12 роках, на той час вже колишній президент США Теодор Рузвельт створив Прогресивну партію США і був номінований на участь у виборах президента США в 1912 році від цієї партії. Хоч це і стало найуспішнішим результатом третьої партії на президентських виборах в США (тоді Теодор Рузвельт зайняв друге місце програвши Вудро Вільсону), партія так і не змогла надовго закріпитися в американській політиці як самостійна сила.
Проте невдача Прогресивної партії не означала невдачу прогресивізму в США, де прихильники прогресивізму, як правило, займають лівоцентристський крило в політичному спектрі. Вудро Вільсон, якого обрали на президентських виборах в США 1912 року, хоч і був представником Демократичної партії, все одно відомий прогресивістськими заходами в політиці. Також до прогресивістів відносять Франкліна Рузвельта, Ліндона Джонсона.

### Сучасний Прогресивізм
Змінність поняття «прогресивізм» показують приклади ідей, які мусили б покращувати життя людей, протягом різних століть. У 21 столітті прогресисти продовжують підтримувати державну політику, яка зменшує або пом'якшує шкідливі наслідки економічної нерівності, а також бореться з системною дискримінацією, такою як наприклад інституційний расизм; виступає за екологічну політику, а також за соціальні гарантії та права працівників; і протистоїть негативним зовнішнім факторам, які за участі монополій або корпоративного впливу на демократичний процес шкодять навколишньому середовищу та суспільству. Об'єднуючою темою є звернення уваги на негативних наслідках нинішніх інституцій чи способів робити щось та пропаганда соціального прогресу, тобто позитивних змін, визначених будь-яким із кількох стандартів, таких як розширення демократії, посилення егалітаризму у формі економічної соціальної рівності, а також покращення добробуту населення. Прихильники соціал-демократії визнають себе прихильниками прогресивної справи.
У деяких країнах назва «прогресивних» може носувати партії, що не є лівими. Наприклад, в Ірландії партія прогресивних демократів — правоцентристська, а Прогресивно-консервативна партія Канади — не стільки прогресивна, скільки консервативна.

## Принципи
Основні принципи прогресивізму:
1. Покращення технологій, економіки й подолання економічної нерівності, соціальної організації та життя людини — найважливіші речі для прогресивістів;
2. Державні програми — найкращий шлях для покращення життя пересічної людини;
3. Хороше навчання, яке зможе подолати класову боротьбу, насилля та расизм;
4. Контроль держави над корпораціями — один з ефективних способів подолання монополій, економічної нерівності та встановлення «соціальної справедливості»;
5. Цивілізація та обов'язок перед суспільством (риси характерні для консерватизму).

## Критика
Зазвичай критикується консерваторами через необдуманість реформ, які можуть розхитати стабільність у суспільстві або знищити традиції, що сформувались впродовж століть. Проте за своєю природою прогресивізм не завжди суперечить консерватизму. Таким чином, можна назвати себе прогресивним і консервативним, за умови, що перше зумовлене принципами другого. Якщо ні, то два поняття безнадійно ворожі.
Також прогресивізм критикують за збільшення ролі «Великого уряду» під прикриттям реформ.